# Grammonota
Genre
Synonymes
- Itys O. Pickard-Cambridge, 1894 nec Wagler 1831
- Itytis Strand, 1932

Grammonota est un genre d'araignées aranéomorphes de la famille des Linyphiidae.

## Distribution
Les espèces de ce genre se rencontrent en Amérique.

## Liste des espèces
Selon World Spider Catalog (version 22.5, 28/09/2021) :
- Grammonota angusta Dondale, 1959
- Grammonota barnesi Dondale, 1959
- Grammonota calcarata Bryant, 1948
- Grammonota capitata Emerton, 1924
- Grammonota chamberlini Ivie & Barrows, 1935
- Grammonota coloradensis Dondale, 1959
- Grammonota culebra Müller & Heimer, 1991
- Grammonota dalunda Chickering, 1971
- Grammonota dubia (O. Pickard-Cambridge, 1898)
- Grammonota electa Bishop & Crosby, 1933
- Grammonota emertoni Bryant, 1940
- Grammonota gentilis Banks, 1898
- Grammonota gigas (Banks, 1896)
- Grammonota innota Chickering, 1971
- Grammonota inornata Emerton, 1882
- Grammonota insana (Banks, 1898)
- Grammonota inusiata Bishop & Crosby, 1933
- Grammonota jamaicensis Dondale, 1959
- Grammonota kincaidi (Banks, 1906)
- Grammonota lutacola Chickering, 1971
- Grammonota maculata Banks, 1896
- Grammonota maritima Emerton, 1925
- Grammonota nigriceps Banks, 1898
- Grammonota nigrifrons Gertsch & Mulaik, 1936
- Grammonota ornata (O. Pickard-Cambridge, 1875)
- Grammonota pallipes Banks, 1895
- Grammonota pergrata (O. Pickard-Cambridge, 1894)
- Grammonota pictilis (O. Pickard-Cambridge, 1875)
- Grammonota salicicola Chamberlin, 1949
- Grammonota samariensis Müller & Heimer, 1991
- Grammonota secata Chickering, 1971
- Grammonota semipallida Emerton, 1919
- Grammonota subarctica Dondale, 1959
- Grammonota suspiciosa Gertsch & Mulaik, 1936
- Grammonota tabuna Chickering, 1971
- Grammonota teresta Chickering, 1971
- Grammonota texana (Banks, 1899)
- Grammonota trivittata Banks, 1895
- Grammonota vittata Barrows, 1919
- Grammonota zephyra Dondale, 1959

## Publication originale
- Emerton, 1882 : « New England spiders of the family Theridiidae. » Transactions of the Connecticut Academy of Arts and Sciences, vol. 6, p. 1-86.